# Барон Сандерсон из Айота
Барон Сандерсон из Айота из Уэлвина в графстве Хартфордшир — наследственный титул в системе Пэрства Соединённого королевства. Он был создан 4 июля 1960 года для британского предпринимателя и государственного служащего Бэзила Сандерзона (1894—1971). Он был сыном судового магната Гарольда Артура Сандерсона, генерального менеджера судоходной компании «White Star Line». В 1971 году после смерти лорда Сандерсона титула унаследовал его старший сын-близнец Алан Линдсей Сандерсон (1931—2022). Однако он отрицал своё пэрское звание. 
По состоянию на 2025 год титул принадлежит старшему сыну 2-го барона, Майклу Сандерсону, 3-му барону Сандерсону из Айота (род 1959).

## Бароны Сандерсон из Айота (1960)
- 1960—1971: Бэзил Сандерсон, 1-й барон Сандерсон из Айота (19 июня 1894 — 15 августа 1971), младший сын достопочтенного Гарольда Артура Сандерсона (1859—1932);
- 1971—2022: Алан Линдсей Сандерсон, 2-й барон Сандерсон из Айота (12 января 1931 — 16 декабря 2022)[3], старший сын предыдущего, отрицал свой пэрский титул[4];
- 2022 — настоящее время: Майкл Сандерсон, 3-й барон Сандерсон из Айота (род. 6 декабря 1959).

Предполагаемым наследником является двоюродный брат нынешнего владельца, Бэзил Сандерсон (род. 1974), который является сыном достопочтенного Мюррея Ли Сандерсона (1931–2017), второго сына 1-го барона.